# Finale della Coppa delle Coppe 1986-1987
La finale della 27ª edizione della Coppa delle Coppe UEFA è stata disputata il 13 maggio 1987 allo stadio Olimpico di Atene tra Ajax e Lokomotive Lipsia. All'incontro hanno assistito circa 35 000 spettatori. La partita, arbitrata dall'italiano Luigi Agnolin, ha visto la vittoria per 1-0 del club olandese.

## Il cammino verso la finale
L'Ajax di Johan Cruijff esordì contro i turchi del Bursaspor battendoli con un risultato complessivo di 7-0. Agli ottavi di finale i greci dell'Olympiacos furono sconfitti con un risultato aggregato di 5-1. Ai quarti i Lancieri affrontarono gli svedesi del Malmö FF che vinsero 1-0 in Svezia ma furono rimontati 3-1 nei Paesi Bassi. In semifinale gli spagnoli del Real Saragozza furono sconfitti sia all'andata che al ritorno rispettivamente col risultato di 3-2 e 3-1.
Il Lokomotive Lipsia di Hans-Ulrich Thomale iniziò il cammino europeo contro i nordirlandesi del Glentoran vincendo con un risultato complessivo di 3-1. Agli ottavi gli austriaci del Rapid Vienna vennero battuti solo ai tempi supplementari, dopo che l'andata e il ritorno si conclusero sull'1-1. Ai quarti di finale gli Eisenbahner affrontarono gli svizzeri del Sion, passando il turno grazie alla vittoria casalinga per 2-0 e al pareggio a reti inviolate del Tourbillon. In semifinale i francesi del Bordeaux vinsero in Germania Est 1-0 e persero col medesimo risultato in Francia. Furono necessari i tiri di rigore per sancire la vittoria della squadra tedesco orientale.

## La partita
Ad Atene va in scena la finale tra l'Ajax, ritornata ai fasti degli anni '70 con Cruijff in panchina, e il Lokomotive Lipsia, che ha dimostrato un gioco squadrato ma non ha impressionato particolarmente. I trentacinquemila spettatori si esaltano al ventesimo del primo tempo quando Marco van Basten realizza il gol del vantaggio per i Lancieri, di testa su cross dalla destra di Sonny Silooy, ma la partita non dà altri sussulti. L'Ajax continua ad attaccare e il Lokomotive Lipsia si difende bene, senza mai pungere e consegnando quindi la coppa agli olandesi.

## Tabellino
| Arbitro: | Luigi Agnolin |

|                |           |  |
| van Basten 21’ | Marcatori |  |

| Ajax | Lokomotive Lipsia |

| Ajax          |    |                   |  |     |
|               |    |                   |  |     |
| POR           | 1  | Stanley Menzo     |  |     |
| DIF           | 2  | Sonny Silooy      |  |     |
| DIF           | 3  | Frank Verlaat     |  |     |
| CEN           | 4  | Frank Rijkaard    |  |     |
| DIF           | 5  | Peter Boeve       |  |     |
| CEN           | 6  | Aron Winter       |  |     |
| ATT           | 7  | John van 't Schip |  |     |
| DIF           | 8  | Jan Wouters       |  |     |
| ATT           | 9  | Marco van Basten  |  |     |
| CEN           | 10 | Arnold Mühren     |  | 83’ |
| ATT           | 11 | Rob Witschge      |  | 67’ |
| Sostituzioni: |    |                   |  |     |
| POR           | 12 | Erik de Haan      |  |     |
| DIF           | 13 | Ronald Spelbos    |  |     |
| CEN           | 14 | Petri Tiainen     |  |     |
| ATT           | 15 | Dennis Bergkamp   |  | 67’ |
| CEN           | 16 | Arnold Scholten   |  | 83’ |
| Allenatore:   |    |                   |  |     |
| Johan Cruijff |    |                   |  |     |

| Lokomotive Lipsia   |    |                   |  |     |
|                     |    |                   |  |     |
| POR                 | 1  | René Müller       |  |     |
| DIF                 | 2  | Ronald Kreer      |  |     |
| DIF                 | 3  | Frank Baum        |  |     |
| DIF                 | 4  | Matthias Lindner  |  |     |
| DIF                 | 5  | Uwe Zötzsche      |  |     |
| CEN                 | 6  | Uwe Bredow        |  |     |
| CEN                 | 7  | Heiko Scholz      |  |     |
| CEN                 | 8  | Matthias Liebers  |  | 76’ |
| CEN                 | 9  | Frank Edmond      |  | 55’ |
| ATT                 | 10 | Hans Richter      |  |     |
| ATT                 | 11 | Olaf Marschall    |  |     |
| Sostituzioni:       |    |                   |  |     |
| DIF                 | 12 | Torsten Kracht    |  |     |
| CEN                 | 13 | Hans-Jörg Leitzke |  | 55’ |
| CEN                 | 14 | Wolfgang Altmann  |  |     |
| ATT                 | 15 | Dieter Kühn       |  | 76’ |
| POR                 | 16 | Maik Kischko      |  |     |
| Allenatore:         |    |                   |  |     |
| Hans-Ulrich Thomale |    |                   |  |     |